# Léonor d'Estampes de Valençay
Pour les articles homonymes, voir Léonor.
Pour les autres membres de la famille, voir Famille d'Estampes.
Léonor d'Estampes de Valençay (6 février 1589 château de Valençay - 8 avril 1651 à Paris) est un prélat français, évêque de Chartres puis archevêque de Reims.
Son nom s'écrit aussi d'Étampes de Valençay (ou Valençai).

## Famille
Issu de la Famille d'Estampes, seigneurs de La Ferté-Imbault et de Valençay, Léonor est fils de Jean de Valencay, conseiller d'État, et de Sarah d'Applaincourt, et est le frère de :
- Jacques d'Estampes de Valençay, seigneur puis 1er marquis de Valençay, Grand maréchal des logis de la maison du Roi, gouverneur de Montpellier puis de Calais, chevalier du Saint-Esprit en 1619.
- Achille d'Étampes de Valençay, maréchal de camp puis cardinal en 1643.
- Jean d'Estampes de Valençay, conseiller d'État, qui fut ambassadeur aux Grisons et en Hollande.

## Formation et fonctions pré-épiscopales
Il fait ses études à l'université de Paris et sa philosophie au Collège d'Harcourt. Il obtient sa licence en théologie en 1612 et il est élu socius de la Sorbonne où il enseigne la philosophie. Il est député du clergé d'Anjou aux États généraux de 1614 et est pourvu en commende de l'abbaye de Saint-Pierre de Bourgueil, de l'abbaye Saint-Pierre de la Couture et de l'abbaye de la Cour-Dieu dans le diocèse d'Orléans.

## Ministère épiscopal
Évêque de Chartres de juin 1620 au 18 novembre 1641, il succède à son cousin Philippe Hurault de Cheverny. Consacré le 13 décembre 1620, il prend possession de son siège une semaine plus tard. Il entre à Chartres la veille de Noël 1620. Le diocèse de Chartres devient suffragant de la métropole de Paris érigée en archevêché.
En 1636, il est présent au siège de Corbie.
Ensuite archevêque de Reims de 1641 à 1651, il est préconisé à Rome le 17 février 1642 et prend possession du siège le 1er avril 1642. En 1645, il reprend possession de Sedan.
Il reçoit en 1641 le bénéfice, parmi de nombreux autres, de l'abbaye Saint-Martin-de-Pontoise. De son abbaye bénédictine de Bourgueil, près de l'abbaye Notre-Dame de Fontevraud, la Grande Mademoiselle dit : "je continuai mon chemin jusqu'à Bourgueil, abbaye qui appartenoit alors à M. l'archevêque de Reims, de la maison de Valençay. Le logement y est assez beau : ce qu'il y a de plus agréable est que c'est le lieu du monde dans la plus belle situation qui se puisse rencontrer. Il me plut tant, que j'y demeurai cinq à six jours".
Fidèle de Richelieu, il a joué un rôle important dans les Assemblées du clergé de 1621, 1625 (où il fait le rapport en Français et tient la plume de façon décisive), 1635 et 1641 et il a présidé celle de 1650. En 1621, portant à Louis XIII les félicitations de l'Assemblée pour sa victoire de l'île de Ré sur les huguenots, il se fait sèchement rabrouer par le roi qui lui rappelle qu'il attend moins de cette assemblée des congratulations que des subsides. En 1625, il défend l'autorité absolue du roi face à Rome, donc des positions très fermement gallicanes. M. de Chartres est alors désavoué par l'Assemblée. En 1650, c'est Monsieur de Reims qui rappelle avec hauteur que les alliances avec les Réformés ne sont pas du goût de l'Assemblée et qu'il était à craindre que "les avantages qu'on laissait prendre depuis la mort du feu roi à ceux de la religion prétendue réformée n'eussent excité la colère de Dieu sur nous". Et sur ce l'Assemblée refuse le don gratuit. Si elle y consent finalement, c'est sous la double condition d'interdire certains écrits séditieux et d'affecter le don aux dépenses du sacre du jeune Louis XIV.
Bibliophile, sa bibliothèque fut vendue en 1653.

## Œuvres
- Divers ouvrages liturgiques : Rituel à l'usage du diocèse.
- Poème latin à la sainte Vierge.
- Un recueil de ses Mandements et lettres pastorales.
- Il a dirigé une édition des Mémoires du clergé, 1641.